# Liste der Biografien/Faw
Liste der Biografien |
Portal Biografien |
Personensuche
# |
A |
B |
C |
D |
E |
F |
G |
H |
I |
J |
K |
L |
M |
N |
O |
P |
Q |
R |
S |
T |
U |
V |
W |
X |
Y |
Z |
?
 
Fa |
Fe |
Ff |
Fh |
Fi |
Fj |
Fk |
Fl |
Fm |
Fn |
Fo |
Fr |
Ft |
Fu |
Fy
 
Faa |
Fab |
Fac |
Fad |
Fae |
Faf |
Fag |
Fah |
Fai |
Faj |
Fak |
Fal |
Fam |
Fan |
Fao |
Fap |
Faq |
Far |
Fas |
Fat |
Fau |
Fav |
Faw |
Fax |
Fay |
Faz
Die Liste der Biografien führt alle Personen auf, die in der deutschsprachigen Wikipedia einen Artikel haben. Dieses ist eine Teilliste mit 32 Einträgen von Personen, deren Namen mit den Buchstaben „Faw“ beginnt.

## Faw
- Faw, Thaw Yae (* 1986), myanmarische Gewichtheberin

### Fawa
- Fawaz, Abdullah (* 1996), omanischer Fußballspieler

### Fawc
- Fawcett, Charles (1915–2008), US-amerikanischer Abenteurer, Soldat und Schauspieler
- Fawcett, Don W. (1917–2009), US-amerikanischer Anatom und Zellbiologe
- Fawcett, Eric (1908–1987), britischer Chemiker
- Fawcett, Farrah (1947–2009), US-amerikanische SchauspielerinFarrah Fawcett (1947–2009)

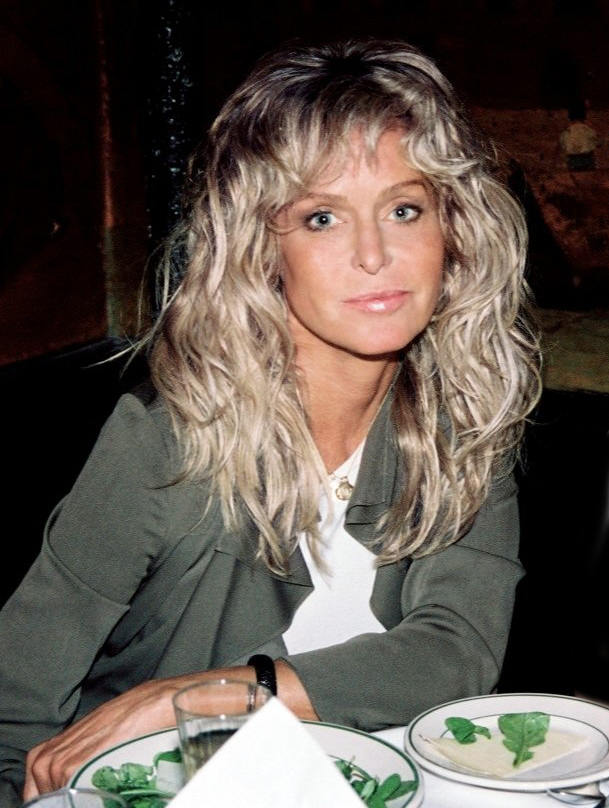
Farrah Fawcett (1947–2009)

- Fawcett, George (1860–1939), US-amerikanischer Schauspieler
- Fawcett, Henry (1833–1884), englischer Volkswirt und Politiker, Mitglied des House of Commons
- Fawcett, Jane (1921–2016), britische Mitarbeiterin in Bletchley Park, Opernsängerin und Denkmalpflegerin
- Fawcett, Joy (* 1968), US-amerikanische Fußballspielerin
- Fawcett, Mark (* 1972), kanadischer Snowboarder
- Fawcett, Millicent Garrett (1847–1929), britische Frauenrechtlerin
- Fawcett, Nicole (* 1986), US-amerikanische Volleyballspielerin
- Fawcett, Percy (* 1867), britischer Forschungsreisender, Abenteurer und Archäologe
- Fawcett, Philippa (1868–1948), britische Mathematikerin und Schulreformerin
- Fawcett, Ron (* 1955), britischer Sportkletterer
- Fawcett, Tom (* 1995), US-amerikanischer Tennisspieler
- Fawcett, William (1728–1804), britischer Offizier

### Fawe
- Fawell, Harris W. (1929–2021), US-amerikanischer Politiker
- Fawer, Adam (* 1970), US-amerikanischer Wirtschaftswissenschaftler und Schriftsteller
- Fawer, Albert (1892–1980), Schweizer Politiker (SP)

### Fawk
- Fawkes, Guy (1570–1606), katholischer Attentäter
- Fawkes, Wally (1924–2023), britischer Jazzmusiker und Cartoonist
- Fawkes, Wilmot (1846–1926), britischer Admiral
- Fawkner, John Pascoe (1792–1869), englischer Geschäftsmann und Politiker, Gründer der Stadt Melbourne
- Fawkner, Jonathan, britischer Spezialeffektkünstler

### Fawo
- Faworski, Alexei Jewgrafowitsch (1860–1945), russischer Chemiker, Entdecker der Faworskireaktion
- Faworski, Wladimir Andrejewitsch (1886–1964), russischer Künstler

### Faws
- Fawsitt, Charles Albert (1850–1928), Chemiker

### Fawx
- Fawx, Alexis (* 1975), US-amerikanische PornodarstellerinAlexis Fawx (* 1975)

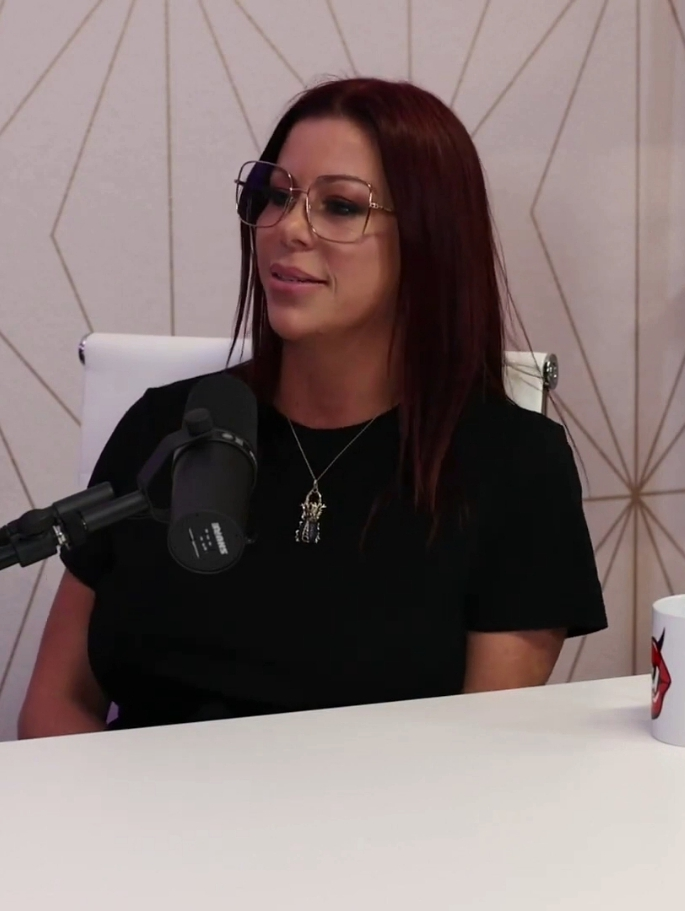
Alexis Fawx (* 1975)

### Fawz
- Fawzi, Mohamed (1915–2000), ägyptischer General und Politiker
- Fawzi, Mohamed (1918–1966), ägyptischer Musiker